# Jon-Erik Hall
Jon-Erik Hall född 2 december 1877 i Fiskvik, Bergsjö socken, död 25 juli 1948 i Hassela församling, var en svensk spelman. Han var av s.k. spelmanssläkt. Hall erövrade fina placeringar på spelmanstävlingarna 1908 i Delsbo, 1909 i Bollnäs och fick sitt stora genombrott på spelmanstävlingen i Hudiksvall 1910 där han vann. 

## Biografi
Hall turnerade runtom i hela Sverige och då ofta tillsammans med Thore Härdelin d.ä. från Delsbo och Pelle Schenell från Gnarp under namnet Svenska nationaltruppen. De verkade också under ett flertal år som skansenspelmän i Stockholm och spelade även in ett antal skivor i början på 1910-talet. En annan spelkamrat Hall turnerade med var Lars-Erik Forslin (1885-1973) från Bergsjö vilken var något av en läromästare till Edvard Strid (f. 1887) och Gunhild Lööv (f. 1907) från Hassela.
Halls musik är starkt influerad av nationalromantisk konstmusik och han vann ett stort anseende även hos etablerade kompositörer såsom Hugo Alfvén och Wilhelm Peterson-Berger. Kompositionerna bär ofta naturlyriska namn, exempelvis Laforsens brus, Älvdans, I skymningen etc. Vid sidan av mer traditionell folkmusik hade det i Hälsingland länge funnits mer konstmusikaliskt klingande folkmusik, både omarbetade menuetter, till exempel Liv-Antes polska, samt kompositioner kopplade till spelmän som From-Olle och Johan von Schwartz. Under spelmansrörelsen kring sekelskiftet 1900 blev denna genre omåttligt populär och företräddes och vidareutvecklades av storspelmän som Hall, Härdelin, Jon Erik Öst och Pelle Schenell.   
Spelkamraterna Hall, Thore Härdelin (d.ä.) och Pelle Schenell var alla notkunniga och med sörhälsingespelmän som Tulpans Anders Olsson, Hans "Pajas" Wahlman samt Bach som förebilder vidareutvecklade de sättet att samspela på. De spelade både egna låtar och mer ålderdomlig lokalt präglad folkmusik - dock på ett mer städat sätt än de äldre spelmännen. Hall själv uppges dock ha varit noggrann med att spela äldre låtar mer traditionsenligt.
Hall gifte sig 1901 med Karin Frändén (1878-1964) och levde större delen av sitt liv i Fjusnäs i Hassela socken. Han avled 1948 på kroniska sjukhuset i Bergsjö.
Bland Halls mer bekanta kompositioner kan nämnas:
- Fjusnäsvalsen
- Svartbergstrollen
- Avskedsgånglåten
- Hasselavalsen

Riksspelmannen Bengt Ohlson född i Bjuråker, hävdade att även Dellens vågor är komponerad av Hall. En typisk Hallåt byter tonart en eller flera gånger mitt i låten, växlar mellan dur och kan innehålla ovanlig hopp mellan harmonier. Hall gjorde även några låtar i tonarter som är ovanliga i svensk folkmusik på fiol, med upp till fyra förtecken (E-dur, f-moll). 
Även sonen Harald var spelman och finns inspelad på Svenskt visarkiv.

## Diskografi
- 78-varvare med Svenska nationaltruppen

## Filmografi
- 1933 – Hälsingar – spelman vid bröllopsdansen samt kompositör av "Fjusnäsvalsen"